# Ордівка
О́рдівка — село в Україні, у Нововодолазькій громаді Харківського району Харківської області. Населення становить 113 осіб. Колишній (до 2017) орган місцевого самоврядування — Ордівська сільська рада.

## Географія

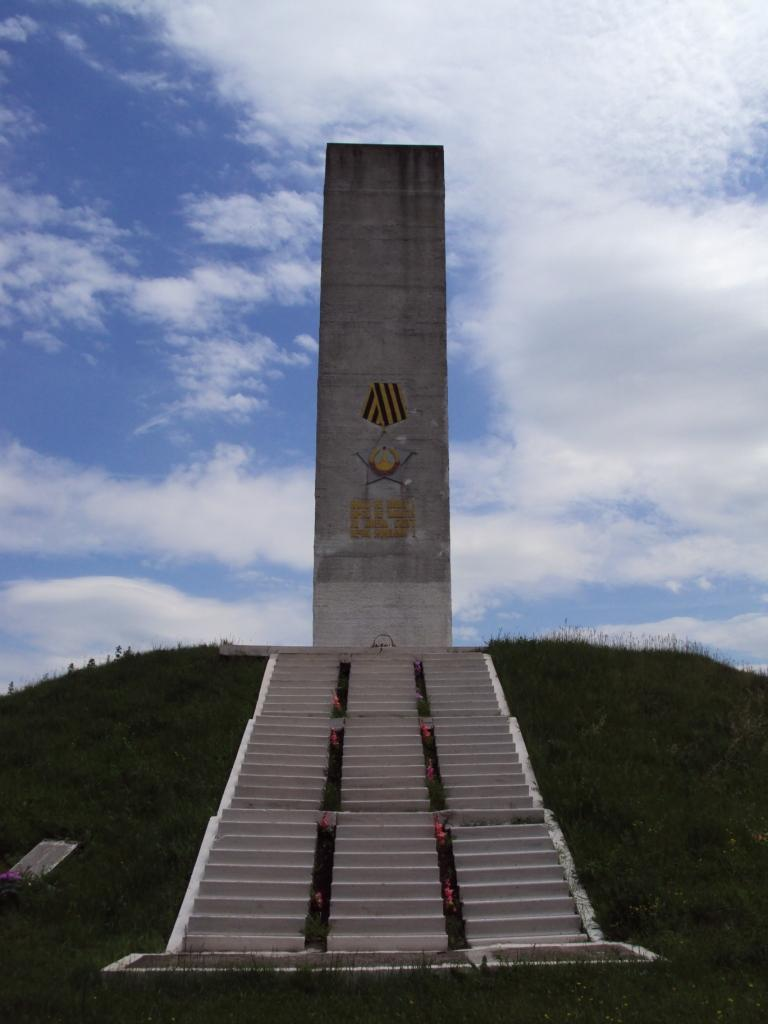
Курган безсмерття і слави

Село Ордівка лежить за 1 км від річки Джгун. Примикає до села Нова Мерефа. По селу протікає річка Малий Джгун - притока Джгуна.

## Історія
Село в ході колонізації Слобожанщини царська адміністрація віднесла село до Нововодолазької волості Валківського повіту Харківської губернії. За часів СРСР в селі була створена Ордівська сільська рада, належала до Нововодолазького району Харківської області, до сільради відносились також хутори Барабаші, Булахи, Дорошенків, Нова Мерефа, Підкопаї, Червоний і Щебетуни.
Під час організованого радянською владою Голодомору 1932—1933 років померло щонайменше 34 жителі села.
12 червня 2020 року, розпорядженням Кабінету Міністрів України № 725-р «Про визначення адміністративних центрів та затвердження територій територіальних громад Харківської області», увійшло до складу Нововодолазької селищної громади.
19 липня 2020 року, в результаті адміністративно-територіальної реформи та ліквідації Нововодолазького району, село увійшло до складу новоутвореного Харківського району.

## Економіка
- Садове товариство «ГІДРАВЛІК».
- Мале приватне підприємство «Овен».

## Туризм
- Всього в декількох кілометрах від села Ордівка будують екохутір за старовинними технологіями, завдяки якому можна буде повернутися в минуле і познайомитися з давніми українськими традиціями[5].

## Об'єкти соціальної сфери
- Дитячий садок. Офіційна сторінка
- Ордовський фельдшерсько-акушерський пункт.
- Будинок культури.